# Bơi lội tại Thế vận hội Mùa hè 2012
Các nội dung bơi thi đấu tại Thế vận hội Mùa hè 2012 tại Luân Đôn đã diễn ra từ ngày 28 tháng 7 đến ngày 04 tháng 8 tại Trung tâm thể thao dưới nước Luân Đôn. Cuộc thi bơi tự do diễn ra từ ngày 09 đến ngày 10 tháng 8 tại Hyde Park.
Môn bơi gồm 34 nội dung (17 nam cho nam, 17 cho nữ), trong đó có hai nội dung bơi đường dài ở hồ Serpentine thuộc  Hyde Park. Còn lại 32 nội dung còn lại ở hồ bơi trong công viên Olympic.
Hoa Kỳ giành tổng cộng 31 huy chương (16 vàng, 9 bạc và 6 huy chương đồng), dẫn đầu bảng thành tích và là nước thành công nhất tại cuộc thi. Michael Phelps  thống trị môn thể thao với chiến thắng sáu huy chương khi kết thúc sự nghiệp Olympic với một thành tích đáng chú ý gồm 22 huy chương (18 HCV, 2 bạc và 2 huy chương đồng). Trung Quốc giành vị trí thứ hai với 10 huy chương (năm huy chương vàng, ba bạc và đồng) và Pháp vị trí thứ ba.

## Bảng tổng kết huy chương
| 1     | Hoa Kỳ (USA)      | 16 | 9  | 6  | 31  |
| 2     | Trung Quốc (CHN)  | 5  | 2  | 3  | 10  |
| 3     | Pháp (FRA)        | 4  | 2  | 1  | 7   |
| 4     | Hà Lan (NED)      | 2  | 1  | 1  | 4   |
| 5     | Nam Phi (RSA)     | 2  | 1  | 0  | 3   |
| 6     | Hungary (HUN)     | 2  | 0  | 1  | 3   |
| 7     | Úc (AUS)          | 1  | 6  | 3  | 10  |
| 8     | Tunisia (TUN)     | 1  | 0  | 1  | 2   |
| 9     | Litva (LTU)       | 1  | 0  | 0  | 1   |
| 10    | Nhật Bản (JPN)    | 0  | 3  | 8  | 11  |
| 11    | Nga (RUS)         | 0  | 2  | 2  | 4   |
| 12    | Belarus (BLR)     | 0  | 2  | 0  | 2   |
| 12    | Tây Ban Nha (ESP) | 0  | 2  | 0  | 2   |
| 12    | Hàn Quốc (KOR)    | 0  | 2  | 0  | 2   |
| 15    | Anh Quốc (GBR)    | 0  | 1  | 2  | 3   |
| 15    | Canada (CAN)      | 0  | 1  | 2  | 3   |
| 17    | Brasil (BRA)      | 0  | 1  | 1  | 2   |
| 18    | Đức (GER)         | 0  | 1  | 0  | 1   |
| 19    | Ý (ITA)           | 0  | 0  | 1  | 1   |
| Total | Total             | 34 | 36 | 32 | 102 |

Ghi chú: Có sự bằng điểm huy chương bạc ở hai nội dung 200m tự do nam và 100m bơi bướm nam.